# Смугастий валабі-заєць
Смугастий валабі-заєць або кенгуру смугастий (Lagostrophus fasciatus) — представник родини Кенгурових роду валабі-зайців. Є два підвиди.

## Опис
Відкрив їх вперше у 1699 році В.Дампьєр. Довжина тулуба 80 см (у самок), у самців — 40-45 см, хвоста — 37, 5 см, вага — близько 1,7 кг. Хутро сіре, смугасте (смуги темні), мають великі вуха, за що й отримали назву валабі-заєць.

## Спосіб життя
Веде нічний спосіб життя. Живе у групах. Полюбляє зарості чагарників, акацій. Дуже полохливі тварини. Харчується здебільшого рослиною їжею.
Статевої зрілості досягають у 2 роки. Шлюбний сезон триває з грудня до вересня. Народжується 1 кенгуреня, дуже рідко 2. Дитинча живе у сумці до 6 місяців.

## Розповсюдження
Сьогодні смугасті валабі-зайці залишилися на островах Бернієр та Дорре.

## Підвиди
вид Lagostrophus fasciatus
- підвид Lagostrophus fasciatus fasciatus (Peron and Lesueur, 1807)
- підвид Lagostrophus fasciatus baudinettei (Helgen and Flannery, 2003)